# 特里姆斯泰因
特里姆斯泰因是瑞士的城鎮，位於該國中西部，由伯恩州負責管轄，面積3.6平方公里，海拔高度630米，2010年人口499，八成人口信奉基督教，人口密度每平方公里139人。